# Karpatisk visent
Karpatisk visent (Bison bonasus hungarorum) är en utdöd underart till visenten, vilken fanns utbredd i Karpaterna, Moldavien och Transsylvanien. Den kan också ha funnits i Ukraina och Ungern.
Underarten decimerades omkring ett hundra år tidigare än den närbesläktade underarten bergsvisent (Bison bonasus caucacisus) i Kaukasus. Den sista karpatiska visenten sköts i Maramureș 1852.
Visenter har under senare år från 2014 återintroducerats i södra Karpaterna av bland andra Rewilding Europe och World Wide Fund for Nature.